# Sussat
 Sussat  là một xã ở tỉnh Allier thuộc miền trung nước Pháp.